# Улица Шарифа Камала (Казань)
Улица Шарифа Камала (тат. Шәриф Камал урамы, Şärif Qamal uramı) — улица в Вахитовском и Приволжском районах Казани. Названа в честь писателя и драматурга Шарифа Камала (Байгильдеев Шариф Камалетдинович, 1884-1942). 

## География
Улица идёт вдоль т. н. южного внутригородского железнодорожного хода Казанского отделения ГЖД.
Пересекается со следующими улицами:
- улица Татарстан
- улица Салиха Сайдашева
- улица Фаткуллина
- улица Болгар
- улица Ирек
- улица Ново-Вахитовская
- улица Тимер Юл[вд]

## История
До революции 1917 года участок нынешней улицы между 4-й и 6-й Поперечными улицами носил название 2-я Малая Николаевская улица (23 сентября 1924 года получила название 2-я Мало-Вахитовская улица), а участок улицы около 17-й соборной мечети носил название Односторонка Мыловаренной; обе улицы относилась к 5-й полицейской части г. Казани. В 1920-х гг. они были объединены в Старо-Вахитовскую улицу; 4 декабря 1953 года улица получила современное название.

## Примечательные объекты
- № 4 — бывшее общежитие мехобъединения.[6]
- на месте № 12 — мечеть Старо-Татарского кладбища[тат.] (1906 г., снесена в 1931).
- № 12 — городская больница № 5[тат.] (1937 г., арх. Анатолий Густов).[7]
- № 42 — барак валяльно-войлочного комбината (снесён).[8]
- № 59, 61 — жилые дома Казанской железной дороги.[9][10]